# Gerard Warren
Gerard Thurston Warren (Lake City, 25 luglio 1978) è un giocatore di football americano statunitense che attualmente è free agent.

## Carriera universitaria
Ha giocato con i Florida Gators squadra rappresentativa dell'università della Florida.

## Carriera professionistica

### Cleveland Browns
Al draft NFL 2001 è stato selezionato come 3a scelta assoluta dai Browns. Ha debuttato nella NFL il 9 settembre 2001 contro i Seattle Seahawks.

### Denver Broncos
Nella stagione 2005 viene preso dai Broncos in scambio della 126a scelta del draft NFL 2005.

### Oakland Raiders
Nella stagione 2007 viene preso dai Raiders in scambio della 139a scelta del draft NFL 2008. È stato svincolato l'11 marzo 2010.

### New England Patriots
Il 24 aprile 2010 ha firmato con i Patriots per un anno.
Il 28 settembre 2011 ha rifirmato.

## Palmarès
- PFWA All-Rookie Team - 2001

## Statistiche
| Partite totali             | 163 |
| Partite totali da titolare | 137 |
| Tackle totali              | 335 |
| Intercetti fatti           | 0   |
| Fumble forzati             | 7   |
| Fumble recuperati          | 5   |